# Маријан
Маријан је мушко име пореклом из латинског језика у значењу морски.
Такође може бити женско име које се користи у мађарском језику (мађ. Mariann), пореклом из хебрејског језика и један је од облика имена Мирјам, мада многи ово име поистовећују са именима Марија и Ана.

## Сродна имена
- Мара
- Марина
- Маријана
- Марица

## Варијације
-

## Имендани
- 27. април.
- 30. април.

## Познате личности

### Мушкарци
- Маријан Бенеш
- Маријан Бадел
- Маријан Чавић
- Маријан Ристичевић

### Жене
- Маријан Амбруш (мађ. Ambrus Mariann), мађарска веслачица
- Маријан Нађ (мађ. Nagy Mariann), мађарска клизачица